# 平頼清
平 頼清（たいら の よりきよ、生年不詳 - 文永3年（1266年））は、鎌倉時代の公家。桓武平氏、正三位・平保盛の子。官位は従三位・右馬頭。

## 経歴
右馬頭を経て、後嵯峨院政期前期の建長7年（1255年）従三位に叙せられ公卿に列した。公卿昇進後は散位となり、以降兼官を帯びることはなかった。文永3年（1266年）薨去。
子孫で公卿に昇る者はなく、頼盛流（池流）で最後の公卿となった。

## 官歴
『公卿補任』による。
- 時期不詳：右馬頭
- 建長7年（1255年） 正月7日：従三位、元右馬頭
- 文永3年（1266年） 日付不詳：薨去

## 系譜
注記のないものは『系図纂要』による。
- 父：平保盛
- 母：不詳
- 生母不詳の子女
  - 男子：平保清
  - 女子：藤原兼行室[1]